# Thaïs Klapisch
Thaïs Klapisch est une entrepreneure et consultante française née en mai 2000 à Paris. Elle a notamment cofondé à 17 ans l’association féministe Safe Place et l’agence Good Sisters, et a longtemps milité contre les violences sexistes et sexuelles,,.

## Biographie
Née en 2000 à Paris, Thaïs Klapisch est la fille du réalisateur et scénariste Cédric Klapisch et de l'actrice et photographe Lola Doillon. Sa mère est notamment la fille du réalisateur Jacques Doillon et de la monteuse Noëlle Boisson.
Scolarisée au lycée Maximilien Vox, elle y décroche un baccalauréat en sciences et technologies du design et des arts appliqués (STD2A), souhaitant alors se diriger vers les métiers de la mode. À seulement 17 ans, elle cofonde l'association féministe Safe Place après avoir vécu une agression sexuelle,. Par la suite, elle suit des études en stratégie des marques à l'École W, établissement-composante de l'université Paris-Panthéon-Assas, dont elle décroche le diplôme en 2021.

### Entrepreneuriat
En 2016, Thaïs Klapisch se fait connaître avec son collectif « Gucci Gang » avec ses amies de lycée Angelina Woreth, Crystal Murray et Annabelle Ferrera,. Leur notoriété sur Instagram et leur statut de it girl leur permet d'attirer l'attention des médias et des marques, et de collaborer avec Converse en 2017. La même année, elles tournent un spot pour la marque Miaou avec le rappeur Travis Scott. Leur aventure est racontée dans un documentaire web écrit et réalisé par Alexandre Silberstein.

## Filmographie

### Cinéma

#### Longs métrages
- 2008 : Paris de Cédric Klapisch : enfant architecte[13]

### Télévision

#### Documentaire
- 2017 : Gucci Gang d'Alexandre Silberstein : elle-même[12]